# Беллониды
Беллониды (кат. Bel·lònides; исп. Bellónidas; фр. Bellonides) — знатный род готского происхождения, владения которого располагались в Лангедоке. Первоначально владения дома располагались около Каркассона. Согласно средневековым генеалогиям Беллониды были предками Барселонского дома, представители которого были правителями ряда Каталонских графств, а позже стали королями Арагона, однако в настоящее время эта версия подвергается сомнению.

## История
Родоначальником дома считается Белло (Беллон) (ум.812). По его имени род и получил в современной историографии название Беллониды. Его существование является дискуссионным. Считается, что Белло имел готское происхождение и был родом из Конфлана. Император Карл Великий, проводя политику назначения правителями пограничных графств на юге Франкской империи представителей готской знати, назначил графом Каркассона Белло.
Дискуссионным является и количество детей Белло. Точно его сыновьями считаются бездетный Гислафред I (ум. ок. 821), наследовавший отцу в Каркассоне, и Олиба I (ум.837), который унаследовал Каркассон после смерти брата. Также Олиба владел графством Разе. Дискуссионным является то, были ли сыновьями Белло родоначальник Барселонского дома Сунифред I (ум. 848) и родоначальник графов Ампурьяса и Руссильона Сунийе I (ум. ок. 848).
При сыновьях Олибы I род разделился на 2 ветви. В старшей ветви, идущей от Олибы II (ум. ок. 879), в итоге закрепились графства Каркассон и Роде. После смерти младшего сына Олибы II, Акфреда II (ум. ок. 934), графства унаследовала его дочь Арсинда, вышедшая замуж за графа Комменжа и Кузерана Арно I, потомки которого и унаследовали все владения. Младший сын Олибы II, Акфред I (ум. 906), женился на Арсинде, дочери Бернара Плантвелю, маркиза Готии и маркграфа Аквитании. В результате в 918 году после смерти брата Арсинды, герцога Аквитании Гильома I Благочестивого, не оставившего детей, его наследниками стали сыновья Акфреда, Гильом II Молодой (ум. 926) и Акфред (ум. 927), последовательно владевшие герцогством Аквитания. Ветвь угасла со смертью Бернара III, графа Оверни.

## Генеалогия
Белло (Беллон) (ум. 812), граф Каркассона
- Гислафред I (ум. ок. 821), граф Каркассона с 812
- Олиба I (ум. 837), граф Каркассона и Разе с ок. 821; 1-я жена: Эльметруда; 2-я жена: Рикуильда
  - Олиба II (ум. ок. 879), граф Каркассона и Разе 865—872, 872—875
    - Бенсио (ум. 908), граф Каркассона и Разе с 906
    - Акфред II (ум. ок. 934), граф Каркассона и Разе с 908
      - Арсинда (ум. после 959), графиня Каркассона и Разе; муж: с ок. 925/935 Арно I де Комменж (ум. ок. 957), граф де Комменж и де Кузеран

  - Сунифред, аббат Ла Грасса
  - Акфред I (ум. 906), граф Каркассона и Разе с 877; жена: Аделинда, дочь Бернара Плантвелю, маркиза Готии и маркграфа Аквитании
    - Гильом II Молодой (ум. 926), герцог Аквитании, граф Оверни и Макона с 918
    - Акфред (ум. 927), герцог Аквитании, граф Оверни и Макона с 926
    - Бернар III (ум. после 932), граф Оверни
      - Этьен
      - Бернар
- Эрмизенда (ум. 860); муж: Сунифред I (ум. 848), граф Барселоны, Урхеля и Сердани[3]
- Ротауда де Разе; муж: Аларик де Бланшфор
- (?) Сунийе I (ум. ок. 848), граф Ампурьяса и Руссильона, родоначальник графов Ампурьяса и Руссильона[4]